# Кобетяк Андрій Романович
Кобетяк Андрій Романович (*27 лютого 1988, м. Красноград Харківської області) — доктор політичних наук з 2023, доцент кафедри філософії та політології Житомирського державного університету імені Івана Франка, дійсний член (академік) Академії політико-правових наук України. Автор праць з міжконфесійних та державно-церковних відносин; державної політики у сфері релігії, релігійних організацій та свободи совісті; толерантності; проблем світового і українського православ'я. Політичний експерт, релігієзнавець. Православний священник, митрофорний протоієрей.
Представник Поліської філософської школи «Філософія та феноменологія релігії», очолюваної професором професором П. Ю. Саухом.

## Біографічні відомості
2003 року закінчив 9 класів Острозької ЗОШ №1. 2005 року закінчив Острозький економіко-гуманітарний ліцей з відзнакою «золота медаль». 
2009 року закінчив гуманітарний факультет Національного університету «Острозька академія», здобувши кваліфікацію бакалавр філософії (з відзнакою).
2010 року у Національному університеті «Острозька академія» отримав диплом «Магістр релігієзнавства» з відзнакою.
Паралельно здобував духовну освіту у Київських духовних школах. 2010 року закінчив Київську духовну семінарію. 2014 року закінчив з відзнакою Київську духовну академію.
З 2018 р. працював на посаді доцента на кафедрі національної безпеки, публічного управління та адміністрування у Державному університеті "Житомирська політехніка". У 2022 р. працював на кафедрі філософсько-історичних студій та масових комунікацій Державного університету "Житомирська політехніка". 
З 2023 р. працює на посаді доцента кафедри філософії та політології Житомирського державного університету імені Івана Франка.
Гарант третього освітньо-наукового рівня (аспірантура) за спеціальністю «Політологія» Житомирського державного університету імені Івана Франка.

## Наукова діяльність
2009 року став призером Всеукраїнського стипендійного фонду Віктора Пінчука Zavtra.ua.
З 2012-2014 рр. навчався в аспірантурі на кафедрі філософії у Житомирському державному університеті імені Івана Франка. У 2015 р. захистив кандидатську дисертацію «Імперативи толерантизації міжконфесійних відносин у сучасній Україні» та отримав диплом кандидата філософських наук за спеціальністю «релігієзнавство».
З 2020-2022 рр. навчався в докторантурі на кафедрі філософії та політології Житомирського державного університету імені Івана Франка.
У 2023 р. у Волинському національному університеті імені Лесі Українки захистив докторську дисертацію «Політичні детермінанти конституювання Помісної православної церкви», отримав диплом доктора політичних наук за спеціальністю 23.00.02 – політичні інститути та процеси.
Автор понад 100 праць. 5 статей у виданнях, що входять до наукометричних баз 
Scopus, Web of Science.

## Церковна діяльність
У 2014 р. був рукопокладений у сан священика у Житомирському Преображенському Соборі архієпископом Житомирським і Новоград-Волинським Никодимом.
2014-2017 рр. – настоятель храму св. Олександра Невського в с. Ягодинка, Романівського району. 2017-2018 рр. настоятель і будівничик храму св. Георгія Переможця у Житомирському військовому інституті імені С. Корольова. 2018-2022 рр. – настоятель Свято-Успенського храму с. Старосільці Коростишівського району. З 2022 р. – настоятель храму пророка Божого Іллі с. Грем’яче Острозького району Рівненської області.

## Основні праці
- Кобетяк А. Р. Релігійна політика України на шляху формування Помісної пра¬вославної церкви: монографія. Житомир: ТОВ «Видавничий дім “Бук-Друк”», 2022. 484 с. ISBN 978-617-8085-66-7.

### Статті
- Reconstruction of the religious paradigm in the modern globalized world. https://wisdomperiodical.com/index.php/wisdom/issue/view/23.
- Religious Dimensions of Anti-Trinitarianism in the Projection of the Spiritual Progress of Society. https://digitalcommons.georgefox.edu/ree/vol41/iss5/3/.
- Рolitical institutions of parliamentarism in the processes of constituting the local church of Ukraine. https://www.magnanimitas.cz/ADALTA/130134/papers/A_25.pdf.
- Political and Legal Aspects of the Transformation of the Content and Forms of Education Under the Pressure of the Pandemic. http://paper.ijcsns.org/07_book/202210/20221017.pdf
- Autocephalic system of the ecumenic church and determination of orthodox diaspora status. https://sophia.knu.ua/index.php/sophia/article/view/111.
- Ukrainian local church: realities of the proclamation and prospects. http://pnap.ap.edu.pl/index.php/pnap/article/view/764.
- The political factor of the formation of new autocephalic churches in the XX century. https://commons.datacite.org/doi.org/10.5281/zenodo.6615963.
- The political influence of the empire on the formation of the administrative hierarchy of the early christian church. https://zenodo.org/records/6684175.
- The influence of the presidency institute on the Ukrainian independent orthodox church formation. http://www.baltijapublishing.lv/index.php/bjlss/article/view/1899.
- Політичний вплив українських президентів Л. Кравчука, Л. Кучми та В. Ющенко на формування Єдиної національної церкви. https://kelmczasopisma.com/ua/jornal/75.
- Політична складова сучасної структури православної церкви. http://journals.maup.com.ua/index.php/political/issue/view/218
- Боротьба світових релігійних центрів за політичний вплив на міжнародній арені. http://fps-visnyk.lnu.lviv.ua/uk/2022-43
- Політичний вплив інституту президентства на формування Єдиної Української православної церкви. http://fs-visnyk.lnu.lviv.ua/uk/v30-2022.
- Політичний вплив інституту президентства на формування Єдиної Української православної церкви. http://journals.maup.com.ua/index.php/political/issue/view/230
- Рolitical determinants of the orthodoxy jurisdictional division in Ukraine in the European context  (Політичні детермінанти юрисдикційного розділення православ'я в Україні в Європейському контексті). «Baltic Journal of Legal and Social Sciences» № 4 / 2023. Р. 63-71.
- Реклама європейського мультикультуралізму та його вплив на міжконфесійні відносини в Україні. Актуальні проблеми філософії та соціології. № 44. 2023. С. 97-104. DOI https://doi.org/10.32782/apfs.v044.2023.16.
- Вплив реклами європейської релігійної толерантності на формування українського православ'я. Наукові праці МАУП.  Політичні науки та публічне управління. Вип. 3(69). Київ: Міжрегіональна Академія управління персоналом, 2023. С. 23-30. DOI https://doi.org/10.32689/2523-4625-2023-3(69)-3.
- Європейський контекст впливу політики на релігійні процеси розділення  православ’я в Україні. Політикус, № 5/2023. С. 41-48.